# Joseph-Antoine-Sylvain-Raoul de Verdillac
Joseph-Antoine-Sylvain-Raoul de Verdillac, francoski general, * 20. september 1883, † 6. december 1963.